# Caiac canoe la Jocurile Olimpice de vară din 1960

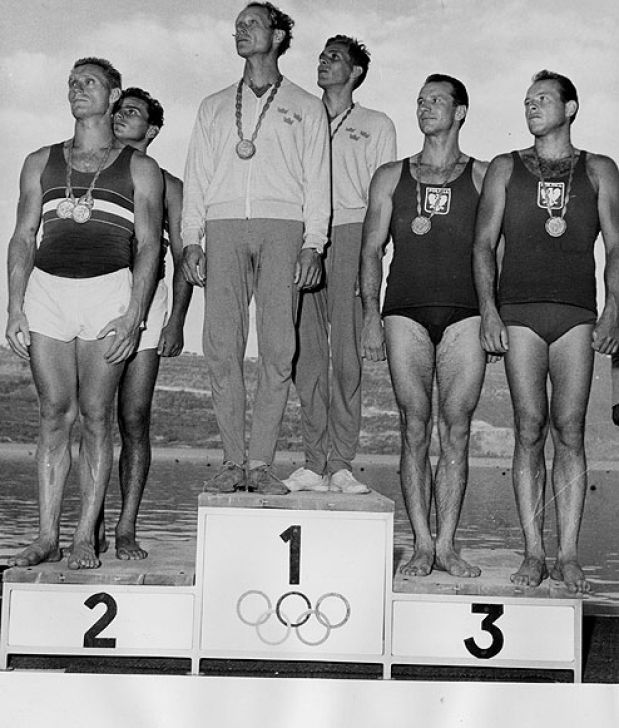
Medaliații la K-2 1000 m

Probele sportive de caiac-canoe la Jocurile Olimpice de vară din 1960 au avut loc în perioada 26–29 august la Lago Albano.

## Rezultate

### Sprint
Masculin
| Probă               | Aur                                                                                               | Aur     | Argint                                                                    | Argint  | Bronz                                                                 | Bronz   |
| C-1 1000 m detalii  | János Parti (HUN)                                                                                 | 4:33,93 | Aleksandr Silaev (URS)                                                    | 4:34,41 | Leon Rotman (ROU)                                                     | 4:35,87 |
| C-2 1000 m detalii  | Leonid Gheiștor Serghei Makarenko (URS)                                                           | 4:17,94 | Aldo Dezi Francesco La Macchia (ITA)                                      | 4:20,77 | Imre Farkas András Törő (HUN)                                         | 4:20,89 |
| K-1 1000 m detalii  | Erik Hansen (DEN)                                                                                 | 3:53,00 | Imre Szöllősi (HUN)                                                       | 3:54,02 | Gert Fredriksson (SWE)                                                | 3:55,89 |
| K-1 4x500 m detalii | Echipa Unificată a Germaniei · Dieter Krause · Günther Perleberg · Paul Lange · Friedhelm Wentzke | 7:39,43 | Ungaria · Imre Szöllősi · Imre Kemeczei · András Szente · György Mészáros | 7:44,02 | Danemarca · Erik Hansen · Helmuth Nyborg · Arne Høyer · Erling Jessen | 7:46,09 |
| K-2 1000 m detalii  | Gert Fredriksson Sven-Olov Sjödelius (SWE)                                                        | 3:34,73 | György Mészáros András Szente (HUN)                                       | 3:34,91 | Stefan Kapłaniak Władysław Zieliński (POL)                            | 3:37,34 |

Feminin
| Probă             | Aur                                  | Aur     | Argint                             | Argint  | Bronz                                   | Bronz   |
| K-1 500 m detalii | Antonina Seredina (URS)              | 2:08,88 | Therese Zenz (EUA)                 | 2:09,22 | Daniela Walkowiak (POL)                 | 2:10,46 |
| K-2 500 m detalii | Maria Șubina Antonina Seredina (URS) | 1:54,76 | Therese Zenz Ingrid Hartmann (EUA) | 1:56,66 | Klára Fried-Bánfalvi Vilma Egresi (HUN) | 1:58,22 |

## Clasament pe medalii
| Loc   | Țară                         | Aur | Argint | Bronz | Total |
| ----- | ---------------------------- | --- | ------ | ----- | ----- |
| 1     | Uniunea Sovietică            | 3   | 1      | –     | 4     |
| 2     | Ungaria                      | 1   | 3      | 2     | 6     |
| 3     | Echipa Unificată a Germaniei | 1   | 2      | –     | 3     |
| 4     | Danemarca                    | 1   | –      | 1     | –     |
| 4     | Suedia                       | 1   | –      | 1     | –     |
| 6     | Italia                       | –   | 1      | –     | 1     |
| 7     | Polonia                      | –   | –      | 2     | 2     |
| 8     | România                      | –   | –      | 1     | 1     |
| Total | Total                        | 7   | 7      | 7     | 21    |